# Maastricht Wildcats 2017
Questa voce raccoglie le informazioni riguardanti i Maastricht Wildcats nelle competizioni ufficiali della stagione 2017.

## Eerste Divisie 2017

### Stagione regolare
| 19 febbraio 2017, ore 14:00 1ª giornata | Den Haag Raiders '99 | 21 – 6 | Maastricht Wildcats |  |

| 12 marzo 2017, ore 14:00 3ª giornata | Eindhoven Raptors | 0 – 20 (a tavolino) | Maastricht Wildcats |  |

| 25 marzo 2017, ore 19:00 5ª giornata | Maastricht Wildcats | 12 – 58 | Lelystad Commanders |  |

| 1º aprile 2017, ore 19:00 6ª giornata | Lelystad Commanders | 36 – 0 | Maastricht Wildcats |  |

| 16 aprile 2017, ore 14:00 8ª giornata | Nijmegen Pirates | 35 – 14 | Maastricht Wildcats |  |

| 7 maggio 2017, ore 14:00 10ª giornata | Maastricht Wildcats | 13 – 29 | Den Haag Raiders '99 |  |

| 14 maggio 2017, ore 14:00 11ª giornata | Maastricht Wildcats | 20 – 0 (a tavolino) | Eindhoven Raptors |  |

| 28 maggio 2017, ore 14:00 13ª giornata | Maastricht Wildcats | 20 – 34 | Nijmegen Pirates |  |

## Statistiche di squadra
| Competizione            | %Vittorie | In casa | In casa | In casa | In casa | In casa | In casa | In trasferta | In trasferta | In trasferta | In trasferta | In trasferta | In trasferta | Totale | Totale | Totale | Totale | Totale | Totale |
| Competizione            | %Vittorie | G       | V       | N       | P       | Pf      | Ps      | G            | V            | N            | P            | Pf           | Ps           | G      | V      | N      | P      | Pf     | Ps     |
| ----------------------- | --------- | ------- | ------- | ------- | ------- | ------- | ------- | ------------ | ------------ | ------------ | ------------ | ------------ | ------------ | ------ | ------ | ------ | ------ | ------ | ------ |
| EeD - Stagione regolare | .250      | 4       | 1       | 0       | 3       | 65      | 121     | 4            | 1            | 0            | 3            | 40           | 92           | 8      | 2      | 0      | 6      | 105    | 213    |
| Totale                  | .250      | 4       | 1       | 0       | 3       | 65      | 121     | 4            | 1            | 0            | 3            | 65           | 92           | 8      | 2      | 0      | 6      | 105    | 213    |